# Stefon Bristol
Stefon Bristol es un director de cine y guionista estadounidense, reconocido principalmente por su película de 2019 See You Yesterday.

## Carrera
Bristol coescribió y dirigió la película de cienca ficción de Netflix See You Yesterday en 2019, su obra más reconocida. Bristol estudió dirección cinematográfica en la Universidad de Nueva York y uno de sus tutores fue el reconocido cineasta Spike Lee, quien le ayudó a producir su ópera prima. Bristol también colaboró con Lee como asistente de dirección mientras filmaba su largometraje Black KkKlansman. Originalmente rodó See You Yesterday como un cortometraje para su tesis de graduación, antes de realizar algunos cambios en la historia y convertirla en un el largometraje adquirido por Netflix en 2019. Le tomó cinco años completar la película. Por su labor, recibió nominaciones en las categorías de mejor película y mejor primer guion (junto con Fredica Bailey) en los Premios Independent Spirit de 2020. Bristol y Bailey se alzaron con el galardón en la categoría de mejor primer guion y agradecieron a Spike Lee en su discurso de aceptación.

## Filmografía

### Como director
- 2024 - Breathe[7]
- 2019 - See You Yesterday
- 2018 - Payroll (serie de televisión, codirector)
- 2017 - See You Yesterday (corto)
- 2013 - The Bodega (corto)
- 2012 - Brutus (corto)
- 2010 - Saved (corto)